# Sphenomorphus schultzei
Sphenomorphus schultzei este o specie de șopârle din genul Sphenomorphus, familia Scincidae, descrisă de Vogt 1911. Conform Catalogue of Life specia Sphenomorphus schultzei nu are subspecii cunoscute.